# ルイス・サリタマ
ルイス・フェルナンド・サリタマ・パディージャ（Luis Fernando Saritama Padilla 、1983年10月20日 - ）は、エクアドル・ロハ出身の元プロサッカー選手。元サッカーエクアドル代表。現役時代のポジションはMF。

## 経歴

### クラブ
デポルティーボ・キトでプロデビュー。以来、中南米のクラブを渡り歩いている。

### 代表
2002年、ニュージャージーで開催されたペルー代表との試合でエクアドル代表デビュー。2006年と2014年には代表の一員としてワールドカップに参加した。

## 所属クラブ
- デポルティーボ・キト 2001-2004
- アリアンサ・リマ 2004-2005
- デポルティーボ・キト 2005-2006
- UANLティグレス 2006
- クラブ・アメリカ 2007-2008

→ アリアンサ・リマ 2007-2008 (loan)
- デポルティーボ・キト 2008-2012
- LDUキト 2013-2015

→ バルセロナSC 2014 (loan)
- デポルティーボ・キト 2015
- デポルティーボ・クエンカ 2016-2018
- デポルティーボ・キト 2018-2019
- CDインデペンディエンテ・ジュニアーズ 2019-2020
- デポルティーボ・キト 2020
- リベルタFC 2020
- デポルティーボ・キト 2021

## 代表歴

### 出場大会
- エクアドル代表
  - 2006 FIFAワールドカップ
  - 2014 FIFAワールドカップ

### 試合数
- 国際Aマッチ 49試合 0得点（2003年-2014年）[3]

| エクアドル代表 | 国際Aマッチ | 国際Aマッチ |
| 年             | 出場        | 得点        |
| -------------- | ----------- | ----------- |
| 2003           | 2           | 0           |
| 2004           | 2           | 0           |
| 2005           | 7           | 0           |
| 2006           | 4           | 0           |
| 2007           | 2           | 0           |
| 2008           | 1           | 0           |
| 2009           | 0           | 0           |
| 2010           | 3           | 0           |
| 2011           | 13          | 0           |
| 2012           | 6           | 0           |
| 2013           | 8           | 0           |
| 2014           | 1           | 0           |
| 通算           | 49          | 0           |

## タイトル
デポルティーボ・キト
- セリエA: 2008, 2009, 2011